# Máximo Alcócer
Máximo Alcócer, né le 15 avril 1933 à Cochabamba, et mort le 13 mai 2014, est un joueur bolivien de football. Il faisait partie du groupe vainqueur de la Copa América 1963 remporté par la sélection bolivienne.

## Carrière

### En club
Máximo Alcócer a joué toute sa carrière en Bolivie. Il débute au sein du Club Deportivo Jorge Wilstermann, avec lequel il décroche trois titres de champion de Bolivie en 1957, 1958 et 1959. Ce second titre permet au club de devenir la première formation à représenter la Bolivie en Copa Libertadores 1960, l'édition inaugurale de la compétition des meilleurs clubs sud-américains. Auteur du seul but de son équipe lors du premier match, perdu 1-7 face aux Uruguayens de Peñarol, Alcócer devient le premier buteur bolivien de l'histoire de la Copa Libertadores. Il remporte trois autres titres de champion (un second avec Jorge Wilstermann, un troisième avec le club du Deportivo Municipal et un dernier en 1963 avec Club Aurora, son dernier club). Entre août et novembre 1961, il effectue avec le club bolivien d'Always Ready une tournée de trois mois en Europe. Il joue 27 rencontres contres des clubs de neuf pays différents, parmi lesquels le Panathinaïkos, Anderlecht, Aberdeen FC ou le FC Séville.
Il doit mettre un terme à sa carrière prématurément, à la suite d'une grave blessure survenue lors du dernier match de Copa América 1963.

### En sélection
Máximo Alcócer commence sa carrière internationale en participant avec la Bolivie aux éliminatoires de la Coupe du monde 1958. Les Andins sont dans un groupe avec l'Argentine et le Chili. Malgré l'élimination de sa sélection, l'attaquant inscrit trois buts en quatre matchs, dont un doublé lors du large succès 3-0 à domicile contre les Chiliens.
Deux ans plus tard, il est sélectionné pour participer à la Copa América en 1959 en Argentine. Malgré un parcours catastrophique de sa sélection (un seul nul en six rencontres), l'attaquant parvient à inscrire un doublé lors d'un revers 5-2 face au Chili. En 1961, les éliminatoires pour la Coupe du monde 1962 se terminent vite, après un duel en aller-retour perdu contre l'Uruguay où Alcócer marque le but permettant tout de même d'accrocher le nul à domicile, les Boliviens perdent ensuite 2-1 à Montevideo.
Lors de la Copa América 1963, disputée à domicile, les Boliviens survolent la compétition et Alcócer brille puisqu'il inscrit cinq buts en six rencontres, permettant à sa sélection de remporter le premier titre de son histoire. Il marque notamment le but de la victoire lors du dernier match face au Brésil, remporté sur le score de cinq buts à quatre. À la suite d'une faute du Brésilien Jorge de Souza, Alcócer doit quitter ses partenaires, souffrant d'une fracture tibia-péroné. Cette blessure l'écarte des terrains plusieurs semaines et lui fait même manquer toutes les célébrations du titre avec la sélection. Il ne pourra jamais revenir à son niveau d'alors et quitte définitivement le monde du football, se réorientant dans le domaine de la banque.

## Palmarès
- Vainqueur de la Copa América 1963 avec la Bolivie ;
- Champion de Bolivie 1957, 1958, 1959, 1960 avec Jorge Wilstermann, 1961 avec le Deportivo Municipal et 1963 avec Club Aurora.

## Liens